# Kozáni
Pour les autres significations, voir Kozani (district régional) et Dème de Kozáni.
Kozáni (en grec moderne : Κοζάνη ; en aroumain : Cojani) est une ville de la Grèce du nord, capitale de la Macédoine-Occidentale.
Selon le recensement de 2011, la population de la ville compte 41 066 habitants, tandis que celle du dème de Kozáni s'élève à 71 388 habitants.

## Étymologie
Le nom, probablement d'origine slavonne (Koža), signifie « écorce, cuir » (en particulier  « cuir de chèvre »)[réf. nécessaire].

## Géographie
La ville construite à 710 m d'altitude se trouve à 470 km d’Athènes, au nord de la vallée de la rivière Aliakmon, à 15 kilomètres au nord-ouest du lac artificiel Polyfytos, à 120 km au sud-ouest de Thessalonique, entre les monts de Piérie, le Vermion, Voúrinos et Áskio.

## Histoire
Kozáni a été probablement fondée par des éleveurs et marchands chrétiens qui, lors de la conquête ottomane, se sont retirés des plaines de Macédoine pour trouver refuge dans les montagnes. Sa situation plus sûre a bientôt attiré d'autres chrétiens venus d'Épire. En 1664 a été construite la cathédrale Ágios Nikólaos (dédiée à saint Nicolas de Myre, à l'origine du mythe du Père Noël).
En 1668 sont fondées la bibliothèque et l'école de Kozáni, célèbre dans la région. Pendant le XVIIe siècle et le XVIIIe siècle, les Valaques de la ville entretiennent des relations commerciales suivies avec les pays d'Europe centrale et danubienne, qui apportent à la ville une grande prospérité.
La ville a été libérée des Ottomans le 24 octobre 1912 (soit le 11 octobre selon le calendrier julien alors en usage en Grèce).
Aujourd'hui Kozáni est le centre administratif et économique de la région de Macédoine-Occidentale.

## Culture
Kozáni combine le modernisme avec l'ancienne architecture macédonienne. Quelques bâtiments remarquables sont la tour de l'horloge, l'hôtel "Ermionion", le musée du folklore, le bâtiment de la banque fédérale et les demeures de Geórgios Lassánis (en) et de Grigórios Voúrkas. En plus de la cathédrale il y a plusieurs églises, certaines avec de belles icônes, d'autres avec des fresques intéressantes.
La bibliothèque municipale Koventários compte plus de 150 000 livres, 226 manuscrits et 303 codices ; elle est la seconde de Grèce[réf. nécessaire].
Le monastère d'Análipsi, légèrement au nord de la ville, a acquis une bonne renommée par ses tissages, tapis et broderies réalisées par les nonnes.
Kozáni est également fameuse pour son carnaval populaire, célébré chaque année vers la fin d'hiver, ses dates précises changeant par rapport au calendrier de l'église orthodoxe. Les festivités commencent en Tsiknopempti (le Mardi Gras grec) et continuent pendant onze jours avant de se terminer le Kathara Deftera qui marque le début du Carême. La caractéristique la plus éminente du carnaval de Kozáni est la coutume des fanoi : en lui-même, le mot signifie les feus énormes qui sont allumés tous les jours de la période festive dans des endroits différents de la ville. De chansons carnavalesques sont chantées autour du feu, en même temps que les organisations culturelles de chaque quartier – qui s'appellent également fanoi – offrent du vin et de kichia, une sorte de pita grecque avec feta, aux visiteurs, qu'ils soient de touristes, des habitants de la ville ou de représentants des autres fanoi. En 2010, Théodoros Lakkas, un des chanteurs les plus connus des fanoi, membre du fanos Lakkos t' maggan et écrivain des nouvelles satiriques, a publié le premier recueil complet des chansons carnavalesques de Kozáni, intitulé Ivgati agoria m' stou chouro [Allez dansez, mes garçons].
La ville a donné lieu à une expression en grec moderne : « Ce n'est pas parce qu'il neige sur l'une comme sur l'autre, qu'il faut confondre Lausanne et Kozáni (Lozáni kai Kozáni) ».

## Population
| 1971   | 1981   | 1991   | 2001   |
| ------ | ------ | ------ | ------ |
| 23 240 | 31 120 | 31 553 | 38 591 |

| 2011   | 2021   | - | - |
| ------ | ------ | - | - |
| 42 604 | 43 316 | - | - |

## Économie

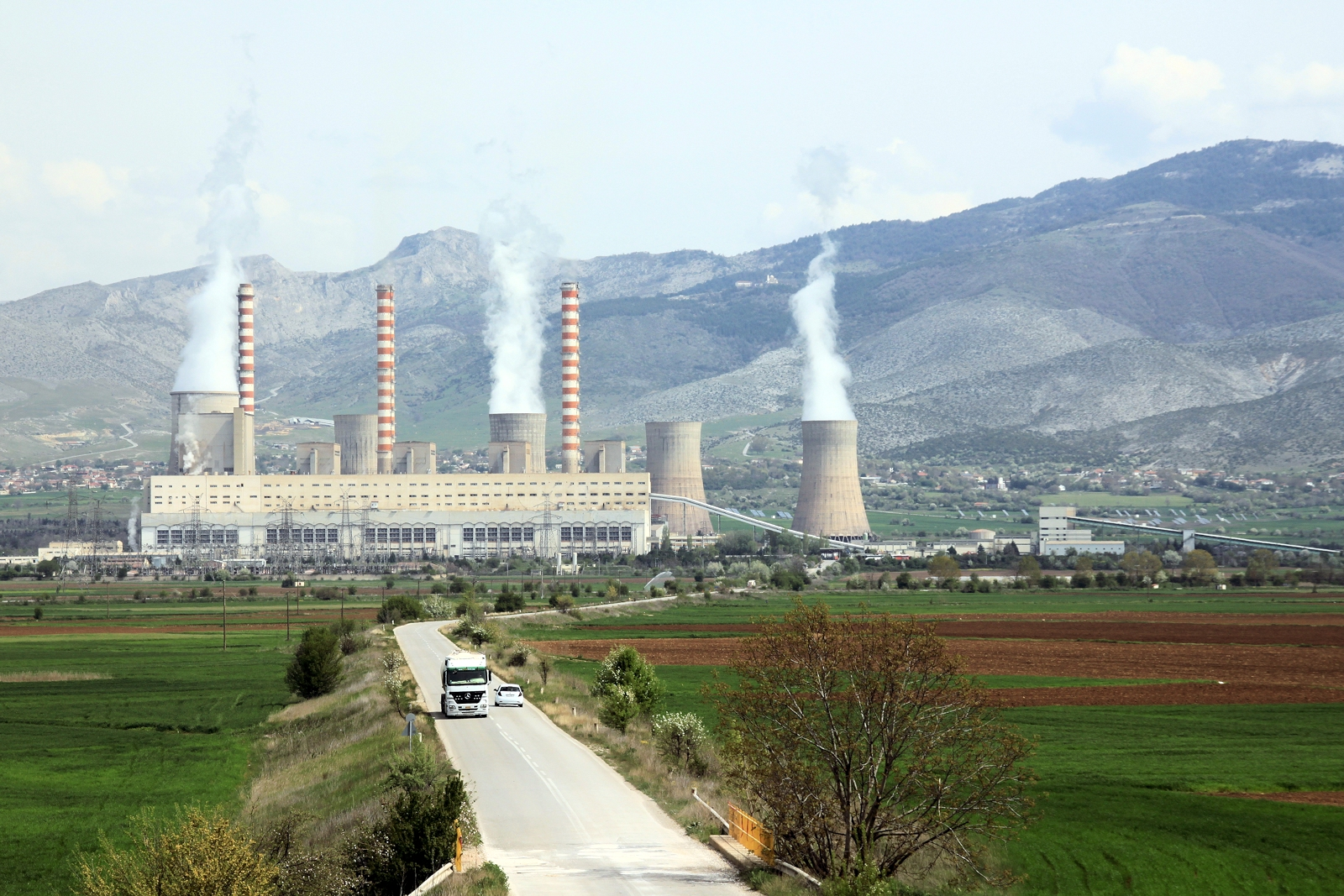
Centrale thermique d'Agios Dimitrios.

La ville à une contribution importante à l'approvisionnement électrique grec, et une grande partie de la population travaille à la centrale thermique d'Agios Dimitrios de Dimósia Epichírisi Ilektrismoú, qui est la plus grande centrale électrique de Grèce.
La région de Kozáni est renommée pour la production du safran appelé Krókos Kozánis.
D'autres produits connus sont le marbre, les fruits, les vins locaux et l'industrie artisanale spécialisée. L'exposition commerciale de Kozani a lieu en septembre au Centre des expositions de Macédoine occidentale à Koila.
De nombreuses entreprises de Grèce et d'autres pays des Balkans y participent, notamment avec des produits locaux.

## Transports

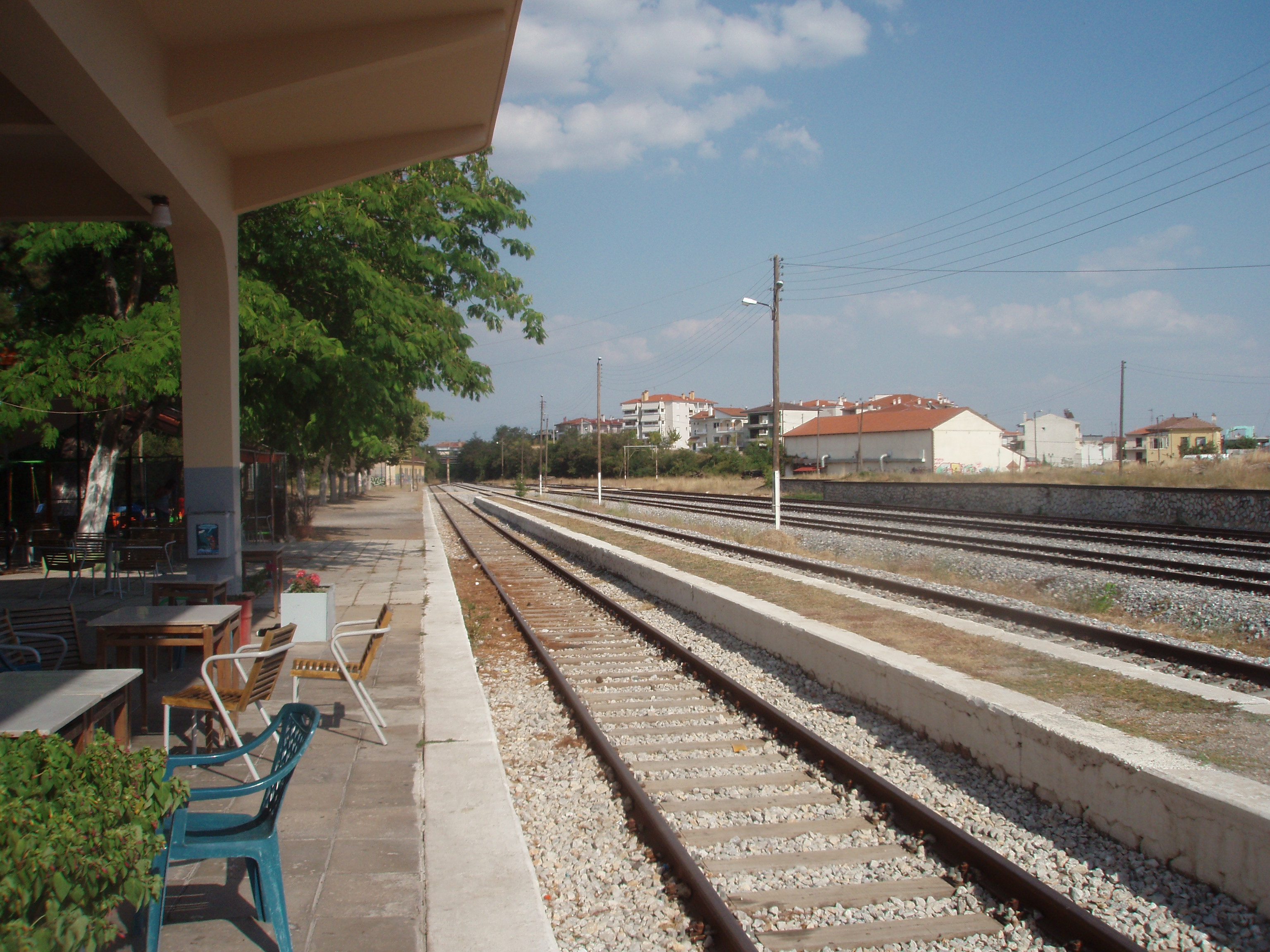
Gare de Kozáni qur la ligne Kozáni–Amýnteo–Thessalonique.

### Transports routiers
L'autoroute A2 passe à 2 km au nord-ouest de la ville. La route E65 Larissa-Flórina vers Sérvia au sud-est, passe par le pont élevé de Sérvia sur le lac artificiel de Polýfyto, créé par un barrage sur le fleuve Aliakmon ; ce pont est l'un des plus longs ponts de Grèce (1 372 m de longueur). La ville est aussi reliée à la route nationale 4 et à la route nationale 20.
Des liaisons par bus (KTEL (en) Kozánis) mènent à toutes les villes de Macédoine et aux plus grandes villes comme Athènes (quatre fois par jour, 470 km), Thessalonique (une fois par heure, 120 km), Larissa (120 km), Vólos, Ioánnina (160 km), Patras.

### Transports aériens
L'aéroport de Kozáni (en), situé à 3 km de la ville, permet d’accéder à Athènes et Kastoria (Sky Express).

### Transports ferroviaires
Kozáni est reliée par le rail à Thessalonique (ligne à voie étroite Kozáni–Amýnteo desservant Flórina et Véria).

## Lieux d'intérêt

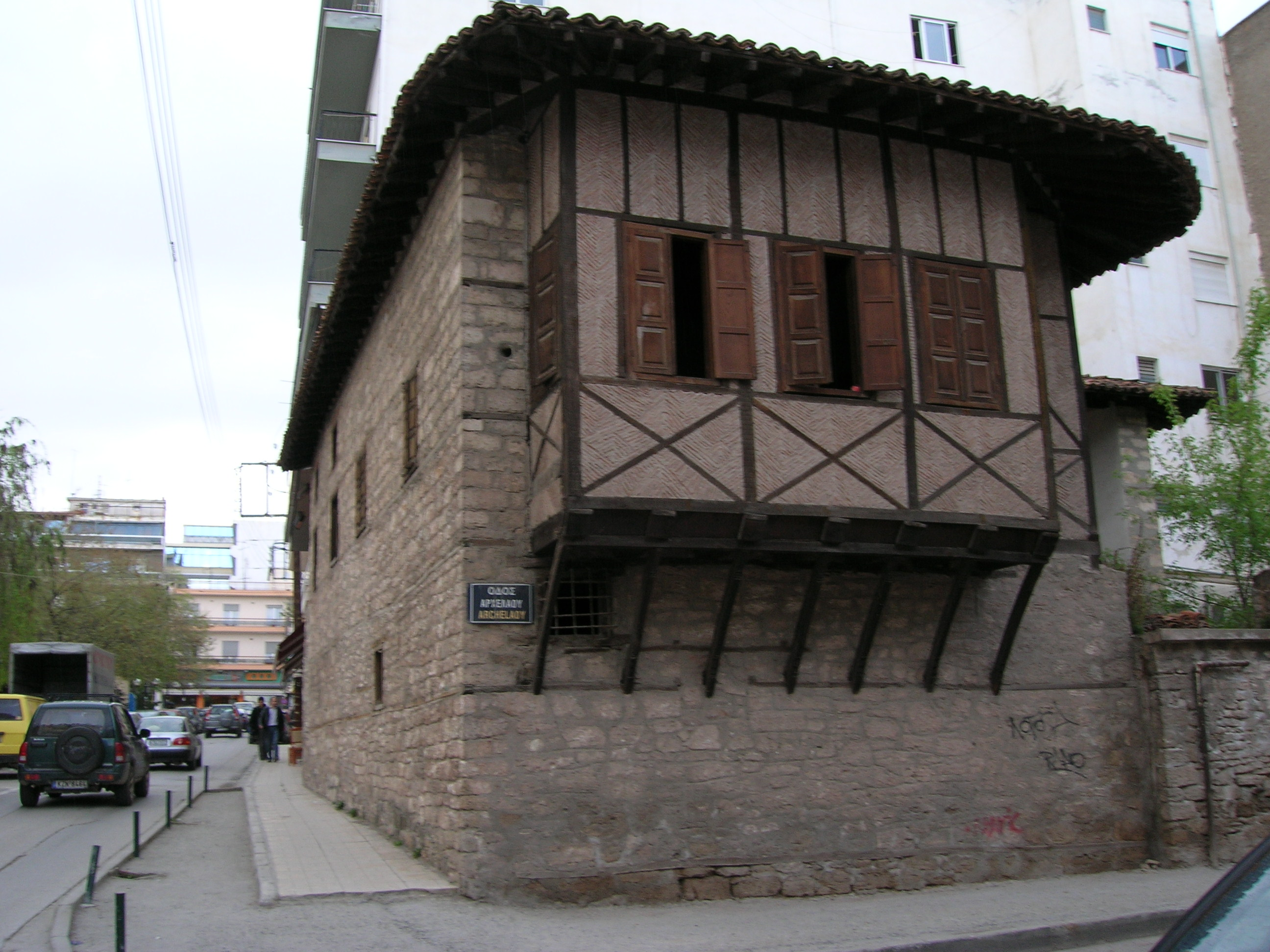
Manoir Geórgios-Lassánis à Kozáni, aujourd'hui la bibliothèque municipale des cartes.

- Église métropolitaine Saint-Nicolas
- Musée archéologique (en)
- Musée historique-folklorique et d'histoire naturelle (el)
- Musée de l'histoire locale
- Manoir de Grigórios Voúrkas (en)
- Manoir de Geórgios Lassánis

## Personnalités liées à la ville
- Ioánnis Didílis, pianiste, compositeur, chef d'orchestre, collaborateur de Míkis Theodorákis
- Ánna Diamantopoúlou, députée au parlement grec
- Evripídis Bakirtzís, (1895-1947), homme politique grec
- Geórgios Ioánnis Karayánnis, arrière-arrière-grand-père du chef d'orchestre Herbert von Karajan

## Jumelages
- Bristol (Connecticut), États-Unis
- Iaşi, Roumanie

## Galerie

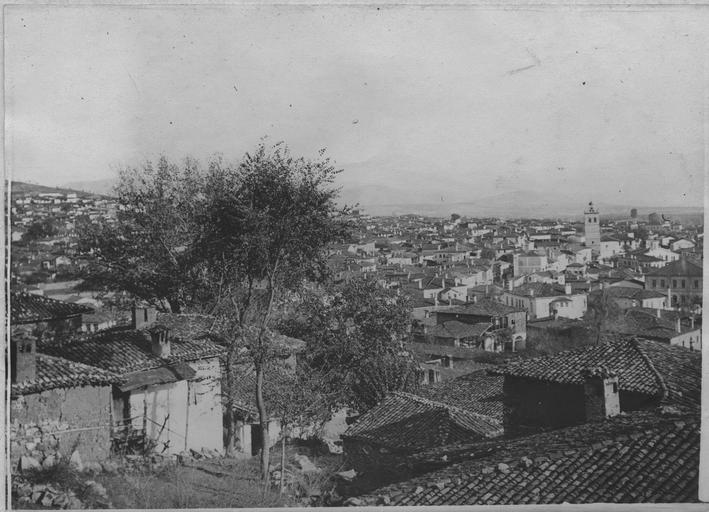
Kozáni en 1918.
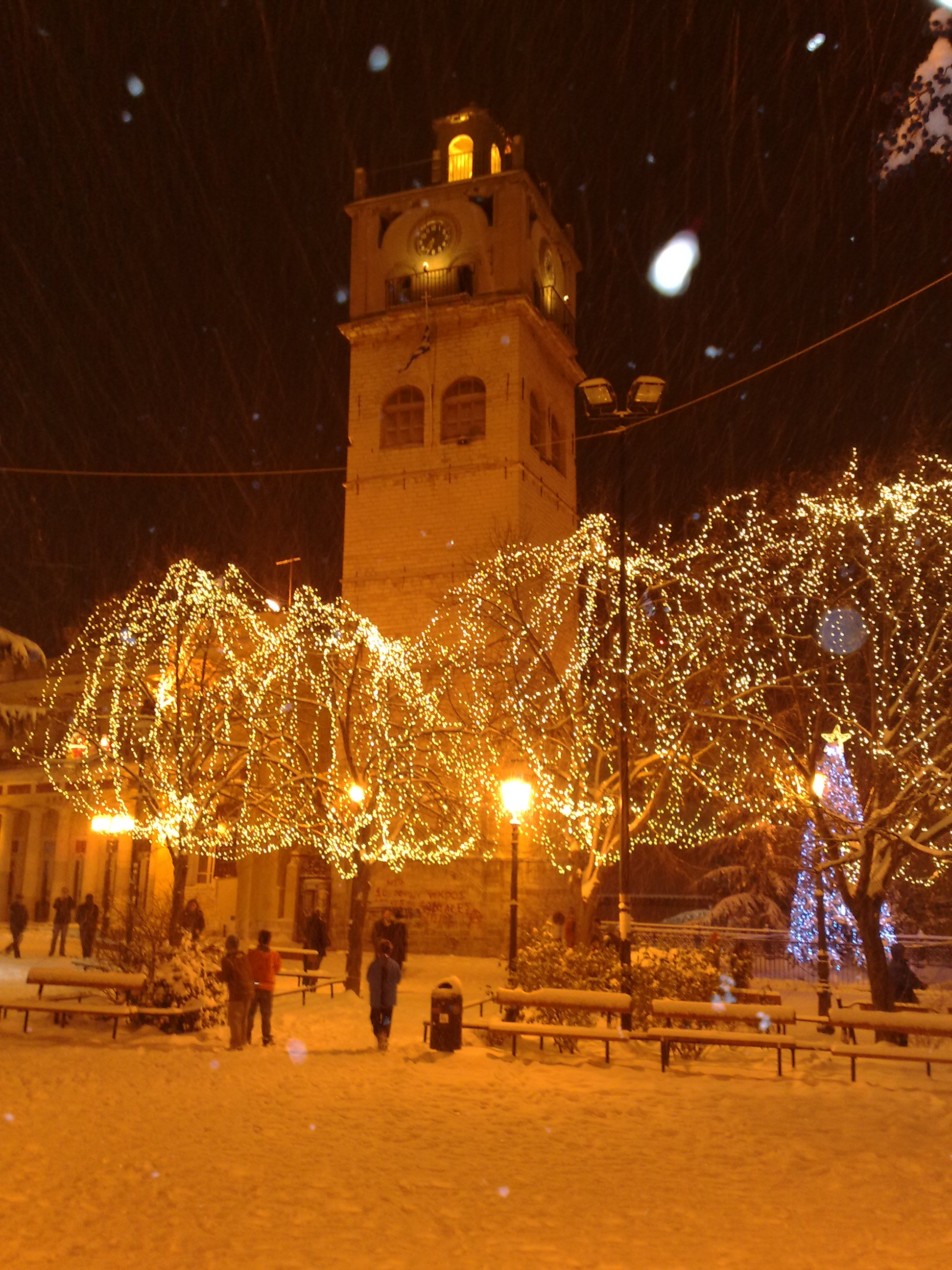
Tour de l'horloge à Noël.
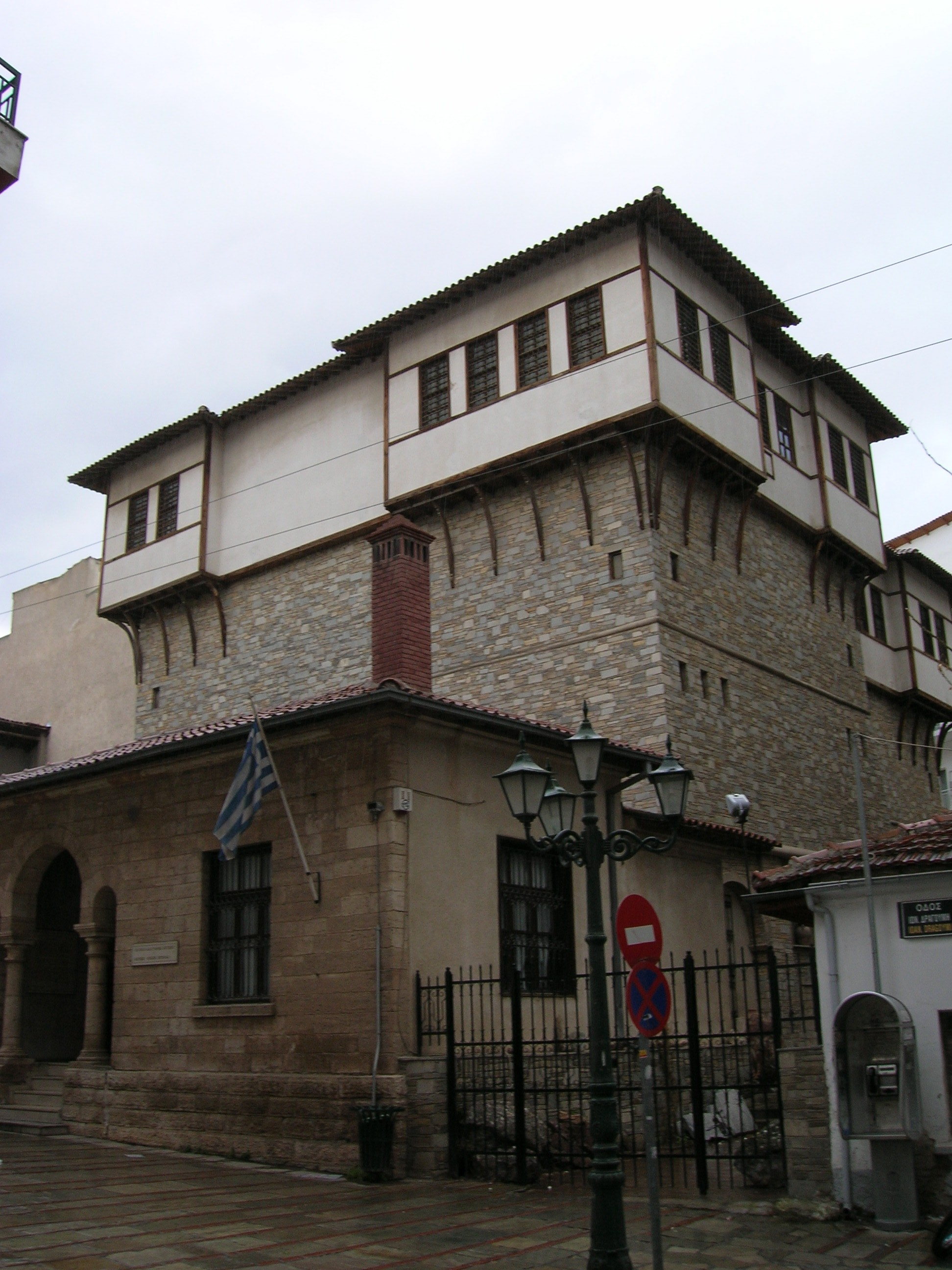
Le musée d'histoire naturelle et des arts et traditions populaires.
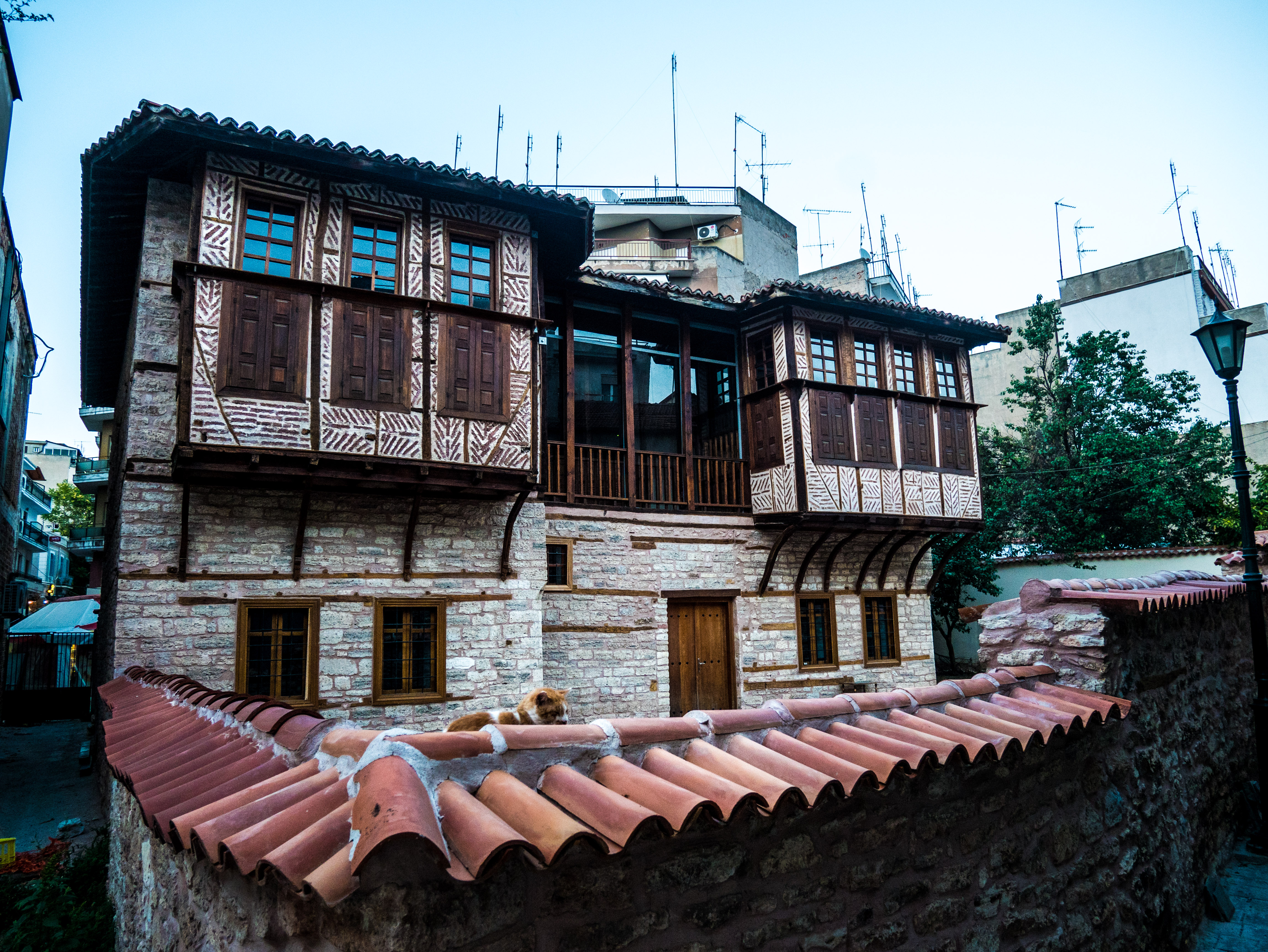
Manoir Grigórios-Voúrkas.
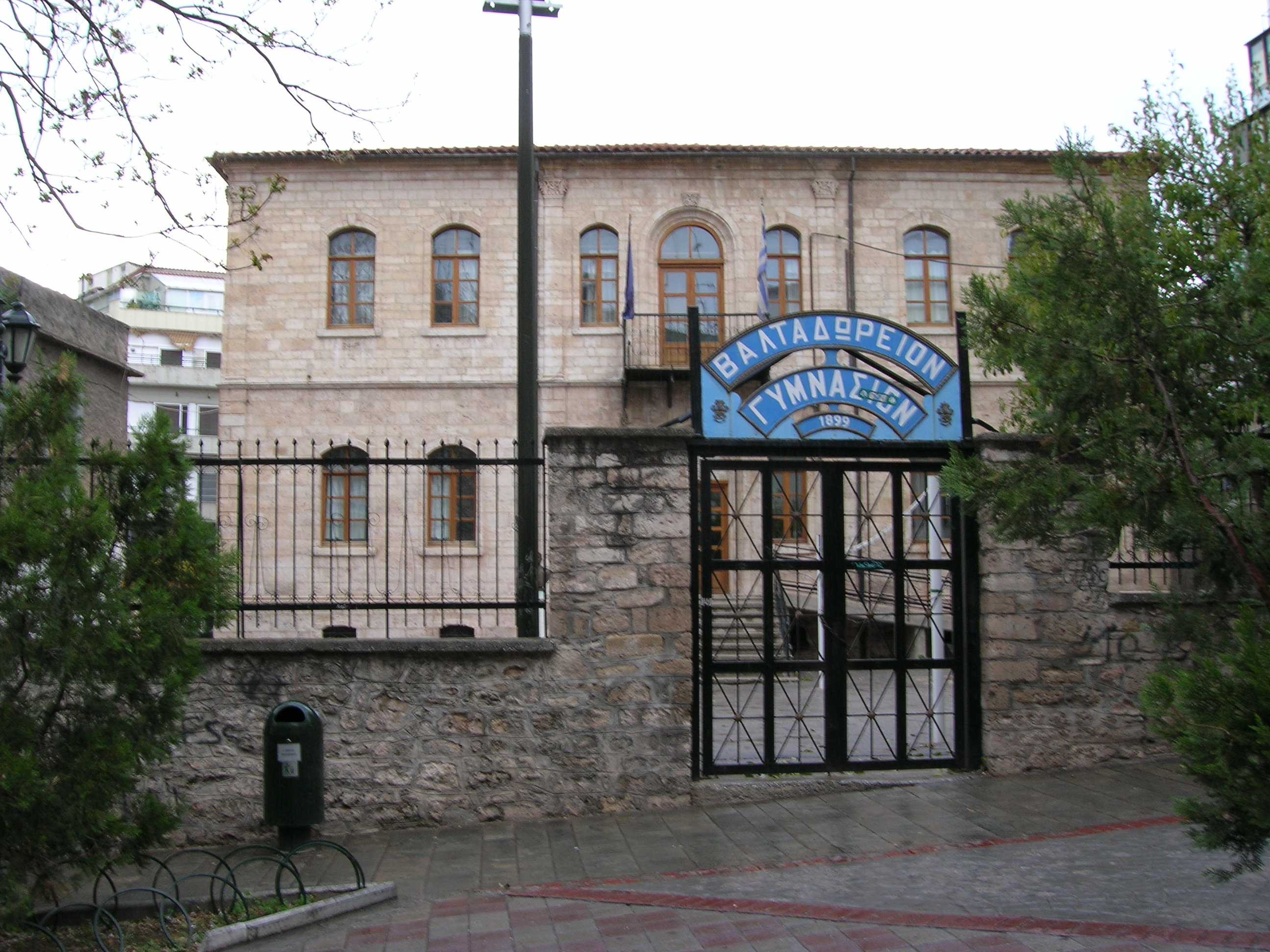
École secondaire Valtadoreion.